# Rafael Martínez Alba
Rafael Martínez Alba (* 9. Juni 1896 in Concepción de la Vega; † 11. Mai 1989 ebenda) war ein dominikanischer Dirigent und Musikpädagoge.
Alba studierte Musik in der von Francisco Soñé gegründeten Musikakademie und wurde vierzehnjährig Mitglied der städtischen Musikkapelle. Er gründete die Academia José Reyes, die die Nachfolgeinstitution von Soñés Musikakademie war und unterrichtete dort vierundvierzig Jahre lang. Als Gründer des Orquesta La Estudiantina und des Orquesta La Mozart, zweier Streichorchester, prägte er das Musikleben in seiner Heimatstadt. Vierzig Jahre lang wirkte er zudem als Direktor der städtischen Banda de Música.

## Quelle
- Grandes Músicos y Compositores Veganos

| Personendaten    | Personendaten                              |
| ---------------- | ------------------------------------------ |
| NAME             | Martínez Alba, Rafael                      |
| KURZBESCHREIBUNG | dominikanischer Dirigent und Musikpädagoge |
| GEBURTSDATUM     | 9. Juni 1896                               |
| GEBURTSORT       | Concepción de la Vega                      |
| STERBEDATUM      | 11. Mai 1989                               |
| STERBEORT        | Concepción de la Vega                      |